# Clarissa Minnie Thompson Allen

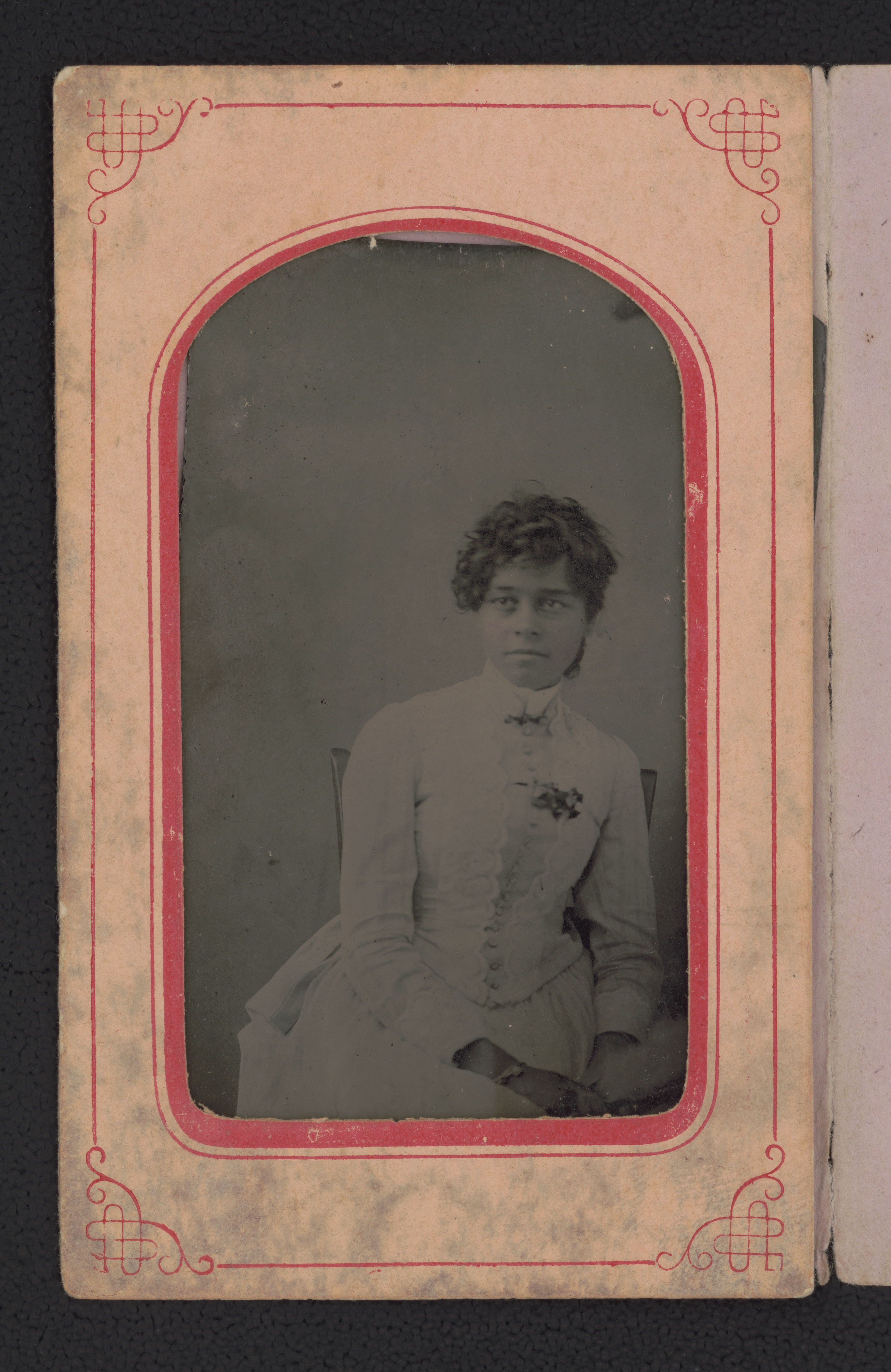
Porträt Clarissa M. Thompson, ca. 1872

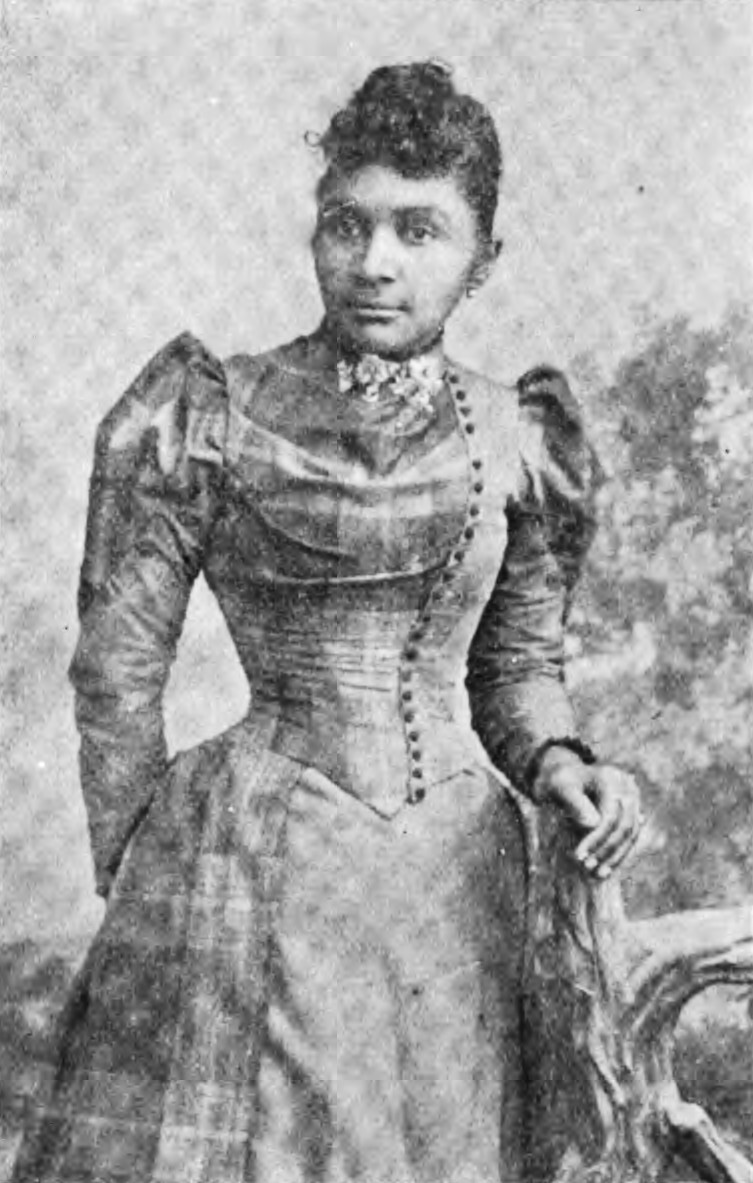
Clarissa M. Thompson, 1895

Clarissa Minnie Thompson Allen (* 1. Oktober 1859 in Columbia, South Carolina; † 23. November 1941 in Milam, Texas) war eine US-amerikanische Pädagogin und Autorin. Sie schrieb fiktive Geschichten über wohlhabende afroamerikanische Familien im amerikanischen Süden.

## Leben
Clarissa Minnie Thompson wurde als eines von neun Kindern von Eliza Henrietta Montgomery und Samuel Benjamin Thompson, einem Delegierten des Verfassungskonvents von South Carolina, geboren. Sie besuchte die Howard Junior High School und eine Normalschule in South Carolina. Sie arbeitete an drei verschiedenen Schulen, unter anderem an der Allen University, wo sie Fächer wie Algebra, Latein, physikalische Geologie und Geschichte unterrichtete. Um 1886 zog sie nach Jefferson, Texas, wo sie an einer öffentlichen Schule unterrichtete. Sie lebte auch in Fort Worth, Texas, und arbeitete im öffentlichen Schulsystem.
Allen schrieb Romane, die auf wahren Begebenheiten über wohlhabende afroamerikanische Familien in den Südstaaten der USA basieren. Ihr bekanntestes Werk war Treading the Winepress, auch A Mountain of Misfortune genannt. Das Buch besteht aus 41 Geschichten über zwei Familien. Die Geschichten spielen in „Capitolia“, einer Stadt, die Columbia, South Carolina, nachempfunden ist. Das Buch enthält Dreiecksbeziehungen und Morde sowie Themen wie Weiblichkeit, Nächstenliebe und Wahnsinn. Es wurde als Fortsetzungsroman veröffentlicht und gilt als der erste Roman einer afroamerikanischen Frau aus South Carolina. Sie schrieb Novellen für texanische Zeitschriften und ihre Gedichte wurden auch in afroamerikanischen Zeitungen veröffentlicht. Einige Kritiker waren der Meinung, dass ihr Werk antireligiös sei, insbesondere gegenüber der African Methodist Episcopal Church.

## Werke (Auswahl)
- Treading the Winepress; or, A Mountain of Misfortune. Hrsg.: Gabrielle Brown, Eric Willey und Jean MacDonald (= Undiscovered Americas. Band 2). Downstate Legacies, Normal, IL 2019, ISBN 978-0-9974041-5-9 (illinoisstate.edu).

## Weitere Literatur
- Ann Allen Shockley: Clarissa Minnie Thompson. In: Afro-American Women Writers. 1746–1933: An Anthology and Critical Guide. G. K. Hall & Co., Boston, MA 1988, ISBN 978-0-8161-8823-9.
- Kimberly Wallace-Sanders: Clarissa Minnie Thompson. In: William L. Andrews, Francis Smith Foster und Trudier Harris (Hrsg.): Oxford Companion to African American Literature. Oxford University Press, New York City 1997, ISBN 978-0-19-506510-7.